# Resseliella quadrifasciata
Resseliella quadrifasciata är en tvåvingeart som först beskrevs av Christine G. Niwa 1910.  Resseliella quadrifasciata ingår i släktet Resseliella och familjen gallmyggor. Inga underarter finns listade i Catalogue of Life.